# Диктофон
Диктофонът е звукозаписващо устройство, използвано най-често за записване на думи, които по-късно ще трябва да бъдат възпроизведени или прехвърлени на хартия.
За разлика от преносимите магнитни записващи устройства, предназначени за висококачествено записване извън студио, диктофоните се използват в случаите, когато е необходимо да се записва реч за дълго време без специални изисквания към качеството на запис – в лекции и речи, за записване на телефонни разговори и изпращане на преговори и др. Използването на диктофон улеснява и ускорява процедурата за прехвърляне на устна реч на хартия, с което се избягват скъпите услуги на стенографите.
Думата произлиза от търговската марка Dictaphone от 1907 г., собственост на американската компания Columbia Phonograph (днес принадлежаща на компанията Nuance Communications в Масачузетс).